# 1690

## Родени
- Севастос Леондиадис, гръцки възрожденец

## Починали
- 27 май – Джовани Легренци, италиански бароков композитор